# Beaverbrook Art Gallery

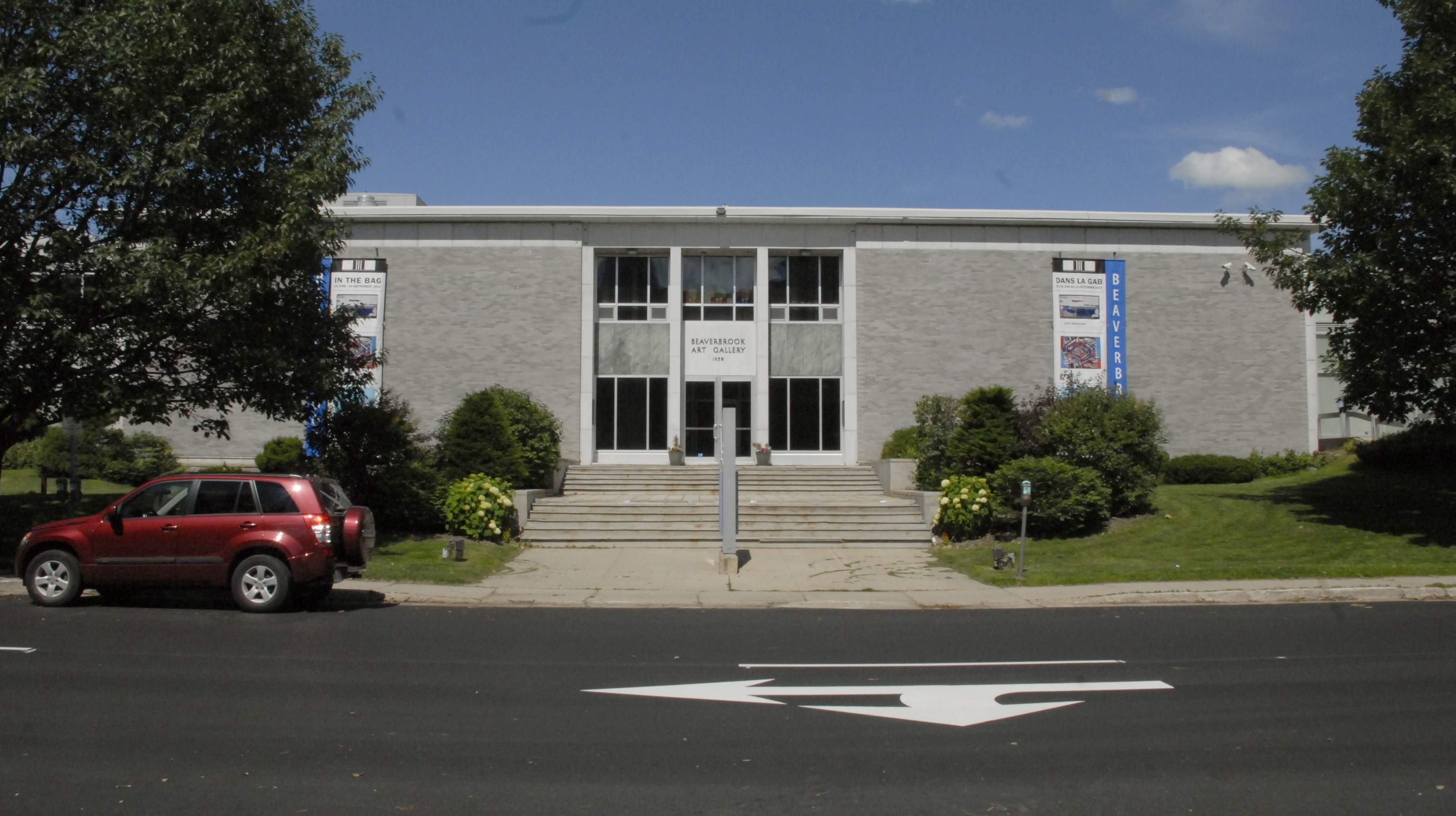
Beaverbrook Art Gallery (2014)

Die Beaverbrook Art Gallery (französisch: Musée des beaux-arts Beaverbrook), im Allgemeinen einfach als The Beaverbrook bezeichnet, ist ein öffentliches Kunstmuseum in Fredericton, New Brunswick, Kanada.

## Geschichte
Die Beaverbrook Art Gallery wurde 1959 gegründet und verdankt ihre Existenz einer großzügigen Schenkung von Lord Beaverbrook (Sir Max Aitken), einem prominenten Geschäftsmann, Politiker und Philanthropen mit Wurzeln in New Brunswick. Die Galerie ist heute als Provinzkunstgalerie von New Brunswick anerkannt und beherbergt eine beeindruckende Sammlung von Kunstwerken aus Kanada und der ganzen Welt.

## Architektur
Das ursprüngliche Gebäude der Galerie wurde von Neil Stewart entworfen und folgt einem modernen Design aus der Mitte des 20. Jahrhunderts. Im Laufe der Zeit wurde die Galerie mehrfach erweitert, darunter die Ergänzung von Ost- und Westflügeln im Jahr 1983, die Eröffnung der Marion McCain Atlantic Gallery 1994 und eine umfassende Erweiterung 2017, gestaltet von MacKay-Lyons Sweetapple Architects. Diese Erweiterungen zielten darauf ab, Platz für die wachsende Sammlung zu schaffen und die Galerie als Zentrum für nationale und internationale Kunst zu etablieren.

## Sammlung
Die ständige Sammlung wurde 1959 mit der Schenkung von 300 Kunstwerken durch Lord Beaverbrook begründet. Ursprünglich konzentrierte sie sich auf britische und kanadische Malerei und umfasste Stiftungen von Lord Beaverbrook sowie Schenkungen von Freunden und Kollegen. Seitdem ist die ständige Sammlung auf über 5000 Objekte angewachsen, darunter mehrere großformatige Außenskulpturen nationaler und internationaler Künstler, die auf dem Gelände der Galerie aufgestellt sind.
Die britische Sammlung ist eine der umfangreichsten ihrer Art in Kanada und umfasst Werke von der elisabethanischen Zeit bis ins 20. Jahrhundert. Sie umfasst Porträts, Zeichnungen, Studien und Skulpturen einiger der bekanntesten britischen Künstler, Landschaften, historische Themen, Stillleben, Genrebilder und abstrakten Werke, darunter britische Meisterwerke von Künstlern wie Joseph Mallord William Turner, John Constable und Joshua Reynolds sowie Werke moderner britischer Künstler wie Lucian Freud und Graham Sutherland. Kanadische Künstler wie Emily Carr, die Group of Seven und Cornelius David Krieghoff sind ebenfalls vertreten.
Die Sammlung kanadischer Künstler umfasst Gemälde, Zeichnungen, Drucke, Fotografien und Skulpturen vom 18. Jahrhundert bis zur Gegenwart, wobei der Schwerpunkt auf der Kunst des atlantischen Kanada liegt. Zu den Beständen gehören Werke von Alex Colville, Shirley Bear, Christopher und Mary Pratt, Miller Brittain, Bruno und Molly Bobak sowie Deichmann-Keramik. Die kanadische Sammlung umfasst auch Beispiele des Kunsthandwerks, der Volkskunst und der Kunst der Ureinwohner. Besonders erwähnenswert ist das Wolastoqiyik-Kanu von Großvater Akwiten aus den 1820er Jahren, das älteste vollständig erhaltene Birkenrindenkanu der Welt.
Die Internationale Sammlung umfasst 600 Jahre Kunst aus Westeuropa und den Vereinigten Staaten. Sie umfasst ein breites Spektrum an Objekten, von Gemälden über Zeichnungen und Skulpturen bis hin zu Porzellan und Kunsthandwerk. Italienische, französische, spanische, niederländische und amerikanische Werke, die sowohl säkulare als auch religiöse Bilder widerspiegeln, bieten einen historischen Kontext für die Entwicklung der westlichen Kunst. Hervorzuheben sind mehrere Gemälde des Surrealisten Salvador Dalí.

## Programme und Bildung
Die Galerie bietet ein breites Spektrum an Bildungs- und Kulturprogrammen, darunter Sommerkunstcamps, geführte Touren und Residenzen für Künstler. Ein zentrales Element ist das Bruno Bobak Artist-in-Residence-Programm, das Künstlern Raum und Gelegenheit zur kreativen Arbeit bietet. Die Galerie engagiert sich aktiv für Kunstbildung und fördert den Dialog zwischen Kunst und Gesellschaft. Die Beaverbrook Art Gallery ist nicht nur eine kulturelle Institution, sondern auch ein Vermächtnis von Lord Beaverbrooks Vision, Kunst für alle zugänglich zu machen. Der Eintritt ist für indigene Gemeinschaften kostenfrei, was den Fokus der Galerie auf Inklusion und Versöhnung unterstreicht.